# Mount Orestes
Mount Orestes är ett berg i Antarktis. Det ligger i Östantarktis. Nya Zeeland gör anspråk på området. Toppen på Mount Orestes är 2 100 meter över havet. Orestes ingår i Olympus Range.
Terrängen runt Mount Orestes är huvudsakligen bergig, men den allra närmaste omgivningen är kuperad. Orestes ligger uppe på en höjd som går i öst-västlig riktning. Trakten är obefolkad. Det finns inga samhällen i närheten. 